# Matías León
Matías León Cárdenas (Lima, 22 de enero de 1793 - Ibídem, 9 de febrero de 1860), fue un magistrado, diplomático y político peruano. Fue varias veces ministro de Gobierno y Relaciones Exteriores (1830; 1831-1832; 1834-1835; 1843; 1844-45; 1845), decano del Colegio de Abogados de Lima (1845) y presidente de la Corte Suprema (1847-1848).

## Biografía
Hijo de Domingo León y María Baltasara Cárdenas. Estudió Derecho en el Real Convictorio de San Carlos graduándose de bachiller en Cánones en 1813 y recibiéndose de abogado en 1816.
No bien inició su carrera profesional cuando fue requerido por el obispo de Ayacucho, Pedro Gutiérrez de Coz, para ejercer como notario mayor del episcopado. Luego se trasladó al Cuzco, donde sirvió en la secretaría virreinal. Después de la batalla de Ayacucho, pasó a ser secretario del prefecto departamental, general Agustín Gamarra, bajo cuyo auspicio fue nombrado vocal de la Corte Superior de Cuzco en 1825. Cuando Gamarra llegó a la presidencia de la República, obtuvo el nombramiento de oficial mayor del Ministerio de Relaciones Exteriores en 1830. Se encargó por breves días de dicho portafolio en julio de ese mismo año; y ya como titular, autorizó la renovación del Poder Judicial, según lo estipulado en la Constitución de 1828, lo que fue interpretado como una interferencia del Poder Ejecutivo en la administración de justicia.
Fue vocal interino de la Corte Suprema (1832-1833), diputado por la entonces provincia limeña de Ica a la Convención Nacional (1833-1834) y nuevamente ministro de Relaciones Exteriores durante el gobierno del general Luis José de Orbegoso (1834-1835). Tras el golpe de Estado del teniente coronel Felipe Santiago Salaverry se retiró a la vida privada (1835). Instaurada la Confederación Perú-Boliviana, fue desterrado a Chile.
Retornó al Perú con la Segunda Expedición Restauradora (1838). Instaurado el gobierno de Gamarra, a fines de 1839 fue enviado a Chile como ministro plenipotenciario para tratar las cuestiones derivadas de la aplicación del llamado convenio militar de suministros, el mismo que obligaba al Perú el pago de los sueldos, gratificaciones, ranchos, vestuarios y otro suministros a los soldados chilenos del ejército restaurador. Luego fue nombrado fiscal de la Corte Suprema (1840).
En octubre de 1841 fue acreditado como ministro plenipotenciario en el Ecuador, y fue en ese momento, cuando el Perú afrontaba un conflicto con Bolivia, que los ecuatorianos empezaron a reclamar como suyas las peruanas provincias de Jaén y Maynas. Ante tal posición, expresada por el canciller ecuatoriano José Félix Valdivieso, León invocó a favor de Perú, tanto las razones históricas (Jaén y Maynas siempre dependieron del virreinato del Perú), como el principio de libre determinación de los pueblos y el uti possidetis posterior a la República. León fue recibido en audiencia por el mismo presidente ecuatoriano, Juan José Flores, quien desconocía el tratado Pando-Novoa firmado por ambas naciones en 1832 (donde Ecuador había reconocido los límites vigentes con el Perú) pues lo consideraba solo como un «proyecto», y que, por ende, según su peculiar interpretación, estaba pendiente el cumplimiento del tratado de 1829 celebrado entre Perú y la Gran Colombia. El canciller Valdivieso llegó incluso a amenazar con la ocupación de hecho de los territorios que consideraba en litigio, es decir Jaén y Maynas. Ante tal actitud, a León no le quedó sino dar por terminada su misión y retornar al Perú en enero de 1842. Pero Ecuador no pudo entonces cumplir su amenaza pues se hallaba en tal calamitoso estado como para arriesgarse en aventuras militares; no obstante, este problema limítrofe, creado exclusivamente por esta nación, persistiría a lo largo de los años. Es muy probable que el desterrado caudillo Andrés de Santa Cruz, entonces enfrascado en querer recobrar el poder que perdiera en Yungay en 1839, inspirara los reclamos ecuatorianos. Según Basadre, el Perú corrió por esos años (1841-1842) un serio peligro de que su territorio se repartiera entre sus vecinos.
León volvió a ser titular de la cancillería durante los gobiernos de Justo Figuerola (1843) y Manuel Menéndez (1844-1845). Fue elegido decano del Colegio de Abogados (1845).
En su calidad de vocal de la Corte Suprema, presidió este alto tribunal en el periodo 1847-1849. Se mantuvo como vocal supremo durante la reforma judicial de 1855, en la que varios de sus colegas fueron relevados, pero poco después se acogió a la jubilación.